# Filipe Neri Ferrão
Filipe Neri António Sebastião do Rosário Ferrão (ur. 20 stycznia 1953 w Mapusa) – indyjski duchowny katolicki, arcybiskup Goa i Damão i Patriarcha Wschodnich Indii od 2003, kardynał od 2022.

## Życiorys
Święcenia kapłańskie otrzymał 28 października 1979.

## Episkopat
20 grudnia 1993 papież Jan Paweł II mianował go biskupem pomocniczym archidiecezji Goa i Damão, ze stolicą tytularną Vanariona. Sakry biskupiej udzielił mu 10 kwietnia 1994 ówczesny Patriarcha Wschodnich Indii – Raul Nicolau Gonsalves.
12 grudnia 2003 Jan Paweł II mianował go arcybiskupem diecezji Goa i Damão, który zwyczajowo nosi tytuł Patriarchy Wschodnich Indii. Ingres odbył 21 marca 2004. W latach 2011-2017 był wiceprzewodniczącym, a od stycznia 2019 jest przewodniczącym Konferencji Biskupów Łacińskich Indii. W latach 2014-2018 był drugim wiceprzewodniczącym Biskupiej Konferencji Indii. 29 maja 2022 podczas modlitwy Regina Coeli papież Franciszek ogłosił jego nominację kardynalską. 27 sierpnia Ferrão został kreowany kardynałem prezbiterem i otrzymał kościół tytularny Santa Maria in Via. Od stycznia 2025 jest przewodniczącym Federacji Azjatyckich Konferencji Biskupich.
Brał udział w konklawe 2025, które wybrało Leona XIV. 